# Palmpitolie
Palmpitolie is plantaardige olie die wordt gewonnen uit de pitten van de vruchten van de oliepalm. Palmpitolie bevat evenals kokosolie een zeer hoog percentage verzadigde vetten. Palmpitolie heeft andere karakteristieke eigenschappen dan palmolie, die van dezelfde vruchten komt.

## Toepassingen
De olie heeft eigenschappen die zeer vergelijkbaar zijn met kokosolie. Het wordt gebruikt in ijs, toffee, koekjes en margarines.

### Antibacterieel
Palmpitvetzuur destillaat (PKFAD) komt vrij bij de raffinage van palmpitolie. Dit destillaat heeft behalve voedingswaarde een hoog laurinezuur gehalte waardoor het werkzaam is tegen schadelijke bacteriën en veel wordt toegevoegd aan antibioticum-vrij voer voor kippen en varkens.
Borageolie · Castorolie (Wonderolie) · Jatrophaolie · Katoenzaadolie · Kokosolie · Koolzaadolie · Lijnzaadolie · Maisolie · Olijfolie · Palmolie · Palmpitolie · Pindaolie · Raapolie · Rijstolie · Saffloerolie · Sesamolie · Sojaolie · Teunisbloemolie · Walnootolie · Zonnebloemolie